# Joc (fabricació)

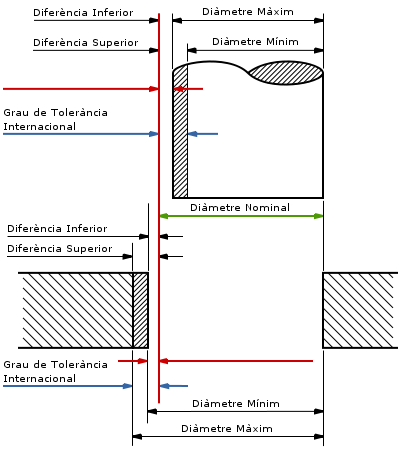
Diagrama amb els principals elements d'un ajust mecànic eix-forat.

En fabricació, joc és la diferència de diàmetres entre un eix i el forat que el conté: {\displaystyle J=D_{f}-D_{e}}

## Ajust amb joc
De la mateixa manera que en els altres tipus d'ajust (ajust amb acollament, ajust indeterminat), en un ajust amb joc el diàmetre nominal de l'eix és el mateix que el diàmetre nominal del forat:

{\displaystyle D_{\mathrm {n_{e}} }=D_{\mathrm {n_{f}} }=D}

Per garantir que hi hagi joc, els intervals de tolerància de fabricació, tant de l'eix com del forat, han de ser tals que el diàmetre de l'eix sigui sempre més petit que el del forat:

{\displaystyle D_{\mathrm {min_{f}} }-D_{\mathrm {max_{e}} }>0}

S'utilitzen els següents termes generals per descriure l'ajust:
- Diàmetre nominal ({\displaystyle D}): Diàmetre de referència. Ve indicat en els plànols i se sol representar amb una línia de referència.
- Diàmetre màxim ({\displaystyle D_{\mathrm {max} }}): Cota màxima admissible de la peça.
- Diàmetre mínim ({\displaystyle D_{\mathrm {min} }}): Cota mínima admissible de la peça.
- Intèrval de tolerància (IT): Variació màxima admissible en la mida de les peces.
- Diferència superior ({\displaystyle d_{\mathrm {s} }}): Diferència entre la dimensió màxima i la nominal; és positiva si la màxima és més gran que la nominal i negativa si és més petita. Es pot afegir una e o una f al subíndex per indicar si es refereix a l'eix o al forat, respectivament.
- Diferència inferior ({\displaystyle d_{\mathrm {i} }}): Diferència entre la dimensió mínima i la nominal; és positiva si la mínima és més gran que la nominal i negativa si és més petita. Es pot afegir una e o una f al subíndex per indicar si es refereix a l'eix o al forat, respectivament.

En un ajust amb joc és important definir el joc màxim ({\displaystyle J_{\mathrm {max} }}) i el joc mínim ({\displaystyle J_{\mathrm {min} }}), així com el joc mitjà ({\displaystyle J_{\mathrm {mitja} }}):

{\displaystyle J_{\mathrm {max} }=D_{\mathrm {max_{f}} }-D_{\mathrm {min_{e}} }=(D_{\mathrm {n_{f}} }+d_{\mathrm {s_{f}} })-(D_{\mathrm {n_{e}} }+d_{\mathrm {i_{e}} })=d_{\mathrm {s_{f}} }-d_{\mathrm {i_{e}} }}

{\displaystyle J_{\mathrm {min} }=D_{\mathrm {min_{f}} }-D_{\mathrm {max_{e}} }=(D_{\mathrm {n_{f}} }+d_{\mathrm {i_{f}} })-(D_{\mathrm {n_{e}} }+d_{\mathrm {s_{e}} })=d_{\mathrm {i_{f}} }-d_{\mathrm {s_{e}} }}

{\displaystyle J_{\mathrm {mitja} }={\frac {J_{\mathrm {max} }+J_{\mathrm {min} }}{2}}}